# Списак атеиста
Атеизам (изведено од грчког ἄθεος atheos; „без богова; безбожник; секуларни; негирање и презирање богова”) је одбијање веровања у постојање божанстава. Атеистичке идеје и њихов утицај имају дугу историју. Током векова, атеисти су подржали недостатак вере у богове помоћу низа области, укључујући науку и филозофију.

## Познати атеисти у свету

### Политичари
- Александар Лукашенко
- Андреј Громико
- Бела Кун
- Буенавентура Дурути
- Давид Бен-Гурион
- Енвер Хоџа
- Мао Цедунг
- Неџмије Хоџа
- Мехмет Шеху
- Џулија Гилард
- Жан Жорес
- Тодор Живков
- Тодор Павлов
- Моше Дајан
- Голда Меир
- Јицак Рабин
- Енрико Берлингвер
- Палмиро Тољати
- Сандро Пертини
- Ђузепе Гарибалди
- Плутарко Елијас Каљес
- Вилхелм Пик
- Ернест Телман
- Валтер Улбрихт
- Ерих Хонекер
- Болеслав Бјерут
- Едвард Гјерек
- Владислав Гомулка
- Едвард Охаб
- Милош Земан
- Улоф Палме
- Владимир Лењин
- Јосиф Стаљин
- Николај Шверник
- Лав Троцки
- Алексеј Риков
- Григориј Зиновјев
- Зоран Милановић
- Весна Пусић
- Иван Рибар
- Стипе Шувар
- Јосип Броз Тито
- Николај Бухарин
- Ким Ил Сунг
- Џавахарлал Нехру
- Анастас Микојан
- Самора Машел
- Менгисту Хајле Маријам
- Алваро Куњал
- Парк Геун Хје
- Николај Подгорни
- Маћаш Ракоши
- Димитрис Христофијас
- Вили Штоф

### Научници
- Ричард Докинс
- Стивен Хокинг
- Џејмс Чедвик
- Стивен Вајнберг
- Кип Торн
- Лоренс М. Краус
- Рај Пател
- Лајнус Полинг
- Субраманијан Чандрасекар
- Жозеф Луј Ге-Лисак
- Пјер Кири
- Нилс Бор
- Конрад Цузе
- Пол Дирак
- Алфред Нобел
- Андреј Сахаров
- Оскар Нимајер
- Сигмунд Фројд
- Огист Конт

### Филозофи
- Е. К. Грејлинг
- Бертранд Расел
- Данијел Денет
- Питер Сингер
- Дени Дидро
- Анри Лефевр
- Жан Мелије
- Мишел Онфре
- Жан Пол Сартр
- Мишел Фуко
- Жил Делез
- Бенедето Кроче
- Ернст Блох
- Карл Маркс
- Фридрих Ниче
- Лудвиг Фојербах
- Артур Шопенхауер
- Михаил Бакуњин
- Франческо Калкањо
- Ајн Ранд

### Писци
- Даглас Адамс
- Џорџ Орвел
- Ајзак Асимов
- Антон Шандор Левеј
- Ернест Хемингвеј
- Кристофер Хиченс
- Мајкл Шермер
- Албер Ками
- Маркиз де Сад
- Чезаре Павезе
- Габријеле Д’Анунцио
- Антонио Грамши
- Тарик Али
- Игор Мандић
- Артур Ч. Кларк

### Глумци
- Роуан Аткинсон
- Хју Лори
- Данијел Радклиф
- Енди Серкис
- Ема Томпсон
- Вуди Ален
- Кевин Бејкон
- Кети Грифин
- Џорџ Карлин
- Џулијана Мур
- Џоди Фостер
- Кетрин Хепберн
- Гај Пирс
- Марлен Дитрих
- Хавијер Бардем
- Тимоти Џон Бајфорд
- Тео ван Гог
- Килијан Мерфи
- Силвестер Макој
- Ијан Макелен
- Кијану Ривс

### Музичари
- Ектор Берлиоз
- Жорж Бизе
- Бела Барток
- Ђузепе Верди
- Дмитриј Шостакович
- Николај Римски-Корсаков

### Сликари
- Анри Матис
- Клод Моне
- Дијего Ривера
- Пабло Пикасо

### Јавне личности
- Марк Закерберг
- Кери Бајрон
- Џејмс Ранди
- Адам Севиџ
- Стивен Содерберг
- Џејми Хајнеман
- Жужи Јелинек
- Андреја Пејић
- Маријела Кастро
- Дејвид Кроненберг
- Џорџ Сорос

## Познати атеисти у Србији

### Политичари
- Ненад Чанак
- Ђуро Пуцар Стари
- Слободан Милошевић
- Миодраг Петковић
- Цвијетин Мијатовић
- Светозар Марковић
- Јосип Јошка Броз
- Миодраг Зечевић
- Осман Карабеговић

### Филозофи
- Михаило Марковић

### Писци
- Добрица Ћосић
- Љубодраг Симоновић
- Мирка Зоговић
- Јелена Ђуровић

### Глумци
- Стево Жигон

### Спортисти
- Јанко Типсаревић

### Музичари
- Јелена Карлеуша